# Ceranchia mucida
Ceranchia mucida är en fjärilsart som beskrevs av Saalmüller 1884. Ceranchia mucida ingår i släktet Ceranchia och familjen påfågelsspinnare. Inga underarter finns listade i Catalogue of Life.